# Drachtstervaart (kanaal)
De Drachtstervaart (Fries en officieel: Drachtster Feart) is een kanaal in Drachten in de (Nederlandse gemeente Smallingerland (provincie Friesland, en onderdeel van de Drachtster Compagnonsvaart.

## Beschrijving

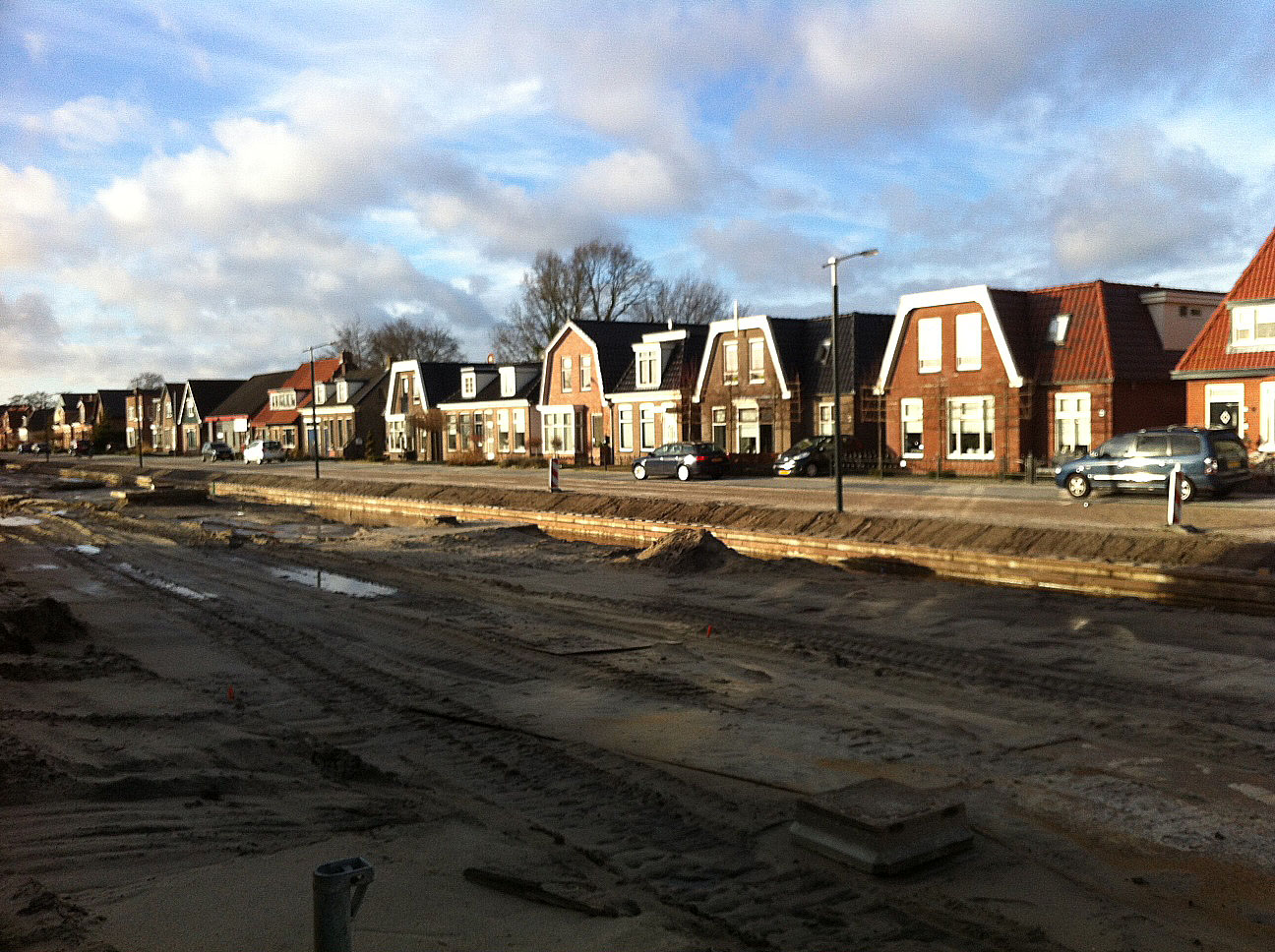
De Drachtstervaart in aanleg op 10 januari 2014

De Drachtstervaart loopt van de Nieuwe Drait bij Buitenstverlaat door Drachten en vormde de hoofdader van de Drachtster Compagnonsvaart voor de vervening van turf, tussen Buitenstverlaat en het Drentse Kolonievaart.
Aan de vaart ligt de nieuwbouwwijk Drachtstervaart.

### Demping en heraanleg
In de jaren 1966/'67 werd een deel van de Drachtstervaart gedempt, maar later opnieuw geopend om een graantje mee te pikken van het watertoerisme op de turfroute. De vaart werd slechts gedeeltelijk heraangelegd, vanaf de Zuiderhogeweg tot bij het carillon in het centrum van Drachten. Het miljoenenproject liep in 2003 vertraging op door allerlei juridische procedures. Het heropenen van de vaart werd in 2008 stilgelegd ten gevolge van de kredietcrisis maar is in 2012 alsnog begonnen en in 2015 afgerond.
Ten behoeve van de heraanleg van het kanaal werd het kunstproject Water is leven gerealiseerd, waarbij een deel van de straat het Moleneind blauw geverfd werd.